# Anna Luisa Föhse
Anna Luisa Föhse (Dessau, 22 marzo 1677 – 5 febbraio 1745) è stata la moglie morganatica di Leopoldo I di Anhalt-Dessau.

## Biografia
Era la figlia di Rudolf Föhse (1646-1693), il farmacista della corte di Dessau, e di sua moglie, Agnes Ohme (?-1707). Anna Luisa è stata l'amica di infanzia di Leopoldo I di Anhalt-Dessau. Si sposarono nel 1698 e tre anni dopo venne nominata principessa dall'imperatore Leopoldo I. 

## Figli
Anna Luisa e Leopoldo ebbero dieci figli:
- Guglielmo Gustavo (1699-1737)
- Leopoldo Massimiliano (1700-1751)
- Dietrich (1702-1769)
- Federico Enrico (1705-1781)
- Enrichetta Maria (1707-1707)
- Luisa (1709-1732)
- Maurizio (1712-1760)
- Anna Guglielmina (1715-1780)
- Leopoldina Maria (1716-1782)
- Enrichetta Amalia (1720-1793)

I suoi rapporti con la suocera in seguito migliorarono. Ha anche avuto un buon rapporto con la famiglia reale prussiana. Era stata oggetto della stampa scandalistica dell'epoca e di diverse opere teatrali.